# Алдея-ду-Соту
Алдея-ду-Соту (порт. Aldeia do Souto)  —  район (фрегезия) в Португалии,  входит в округ Каштелу-Бранку. Является составной частью муниципалитета  Ковильян. По старому административному делению входил в провинцию Бейра-Байша. Входит в экономико-статистический  субрегион Кова-да-Бейра, который входит в Центральный регион. Население составляет 265 человек на 2001 год. Занимает площадь 10,21 км².